# Vincenzo Natali
Vincenzo Natali, född 6 januari 1969 i Detroit, är en amerikansk-kanadensisk filmregissör och manusförfattare. Natali är mest känd för att ha regisserat samt skrivit filmen Cube.

## Filmografi (i urval)
| 1997 | Cube               | Ja  | Ja  | Nej      |
| 2002 | Brainstorm         | Ja  | Nej | Nej      |
| 2003 | Nothing            | Ja  | Ja  | Exekutiv |
| 2009 | Splice             | Ja  | Ja  | Nej      |
| 2011 | 388 Arletta Avenue | Nej | Nej | Exekutiv |
| 2013 | Haunter            | Ja  | Nej | Exekutiv |
| 2018 | Come True          | Nej | Nej | Exekutiv |
| 2019 | In the Tall Grass  | Ja  | Ja  | Nej      |